# Serixia uniformis
Serixia uniformis är en skalbaggsart som först beskrevs av Heller 1915.  Serixia uniformis ingår i släktet Serixia och familjen långhorningar.
Artens utbredningsområde är Filippinerna. Inga underarter finns listade i Catalogue of Life.